# Lineáris egyenlet
Lineáris egyenleteknek nevezzük az L1(x)+c1=L2(x)+c2 alakú egyenleteket, ahol L1 és L2 lineáris operátor (lineáris leképezés) c1 és c2 konstans, x pedig ismeretlen. A szakirodalom általában csak az L(x)=c alakú egyenletekre korlátozódik, ugyanis bizonyítható, hogy L=L1-L2 és c=c2-c1 helyettesítéssel az egyenlet a másikba transzformálható, tehát a két definíció lényegében egyenértékű. A szakirodalom nagyon sokszor kiegyenlíti a lineáris egyenletet az elsőfokú egyenlettel, habár például a 0·x=2 egyenlet lineáris, de nem elsőfokú (csak látszólag), mivel lényegében a 0=2 egyenletről van szó, amelyből „kiesett” az ismeretlen, és így nulladfokú. Az ismeretlen (x) lehet rendezett pár, számhármas, számnégyes stb., így lényegében az előbbi definíció magába foglalja az egy- és többismeretlenes lineáris egyenleteket is. Az L(x)=c képlet helyett általában csak egyszerűen Lx=c képletet írnak.
Példák egyismeretlenes lineáris egyenletekre a valós számok halmazán:
2x=5              3x+2=11              {\displaystyle {\frac {x-3}{5}}=2x+1}             
(x-1)2=(x+1)2   (rendezve 8x=8)           2x+1=1+2x (rendezve 0x=0)
Bővebben ld. Lineáris algebra/A linearitás fogalma.

## Lineáris egyenletek megoldása
Az Lx=c egyenlet megoldása az x=L-1c, ha az L operátornak létezik inverze (L-1), azaz ha az L bijektív. Ha az L nem bijektív, akkor az Lx=c egyenletnek több (általában végtelen sok) megoldása van.
A válós számok halmazán, egy ismeretlen esetében, ez így néz ki: Az a·x = b egyenlet megoldáshalmaza
{\displaystyle {\Big \{}{\frac {b}{a}}{\Big \}}} ,       azaz egy megoldása van, a {\displaystyle {\frac {b}{a}}\ },   ha a ≠ 0
{\displaystyle {\Big \{}{\Big \}}} ,   (=∅), azaz nincs megoldása,            ha a = 0 és b ≠ 0
{\displaystyle \mathbb {R} },             azaz bármely szám megoldása,   ha a = 0 és b = 0

## Lineáris egyenletek logikai kapcsolata más matematikai elemekkel
Az elsőfokú egyenleteket elsősorban az egyenesekkel és azok egyenletével tudjuk összefüggésbe hozni, mivel bármely lineáris egyenlet egy egyenest definiál a numerikus analízis nyelvén. Az egyenes egyenletét lineáris függvényként is értelmezhetjük, tehát a lineáris algebra elsőfokú egyenletéből rögtön találunk párhuzamokat koordinátageometriai és az analízisben előforduló fogalmakkal.
- Az egyenes egyenletének kanonikus alakja:

{\displaystyle Ax+By-C=0.}
- A lineáris függvények formája:

{\displaystyle y=ax+b.}
- Lineáris algebrai vonatkoztatások: Lineáris egyenletrendszerek:

A1x + B1y = C
A2x + B2y = D.

## Lásd még
- Egyenlet
- Koordinátageometria
- Lineáris függvény